# 道合遺跡 (久喜市)
道合遺跡（どうあいいせき）は、埼玉県久喜市本町5丁目に所在する遺跡（遺跡跡）である。

## 概要
道合遺跡は主として縄文時代の遺跡である。ゆえにこの時代の出土品や遺構が多いが、この時代の他に歴史時代の出土品・遺構も発見されている。「道合遺跡」という名称は遺跡所在地の旧地名（小字）の「道合（どうあい）」にちなんだものである。主な出土品として縄文時代の石器・土器・土板・垂飾・みみずく土偶・土製耳飾・土製円盤・石鏃・勾玉・小玉・打製石斧・磨製石斧・岩版・石棒・石剣・凹石・磨石・石皿・砥石、歴史時代の井戸や溝・灯明皿・陶磁器・焙烙・摺鉢・砥石・板石塔婆などである。
遺跡は久喜市街地の乗る台地と鷲宮区域より続く低地が北西より八ツ手葉状に入り組んだ谷の最奥部に位置し、北側に県道六万部久喜停車場線旧道、南側に本一用水が位置している。地番としては本町5丁目653他、本町5丁目662他、本町6丁目654他である。調査は1986年（昭和61年）と1993年（平成5年）に行われているが、1986年（昭和61年）は市道新設のために発掘調査が行われ、1993年（平成5年）はスーパーマーケットの建設のために発掘調査が行われた。なお、今日の久喜市中央保健センターの敷地も遺跡の範囲となっているが、敷地では昭和30年代に土取り工事が行われており、遺跡は破壊されていた。また、道合遺跡周辺には道合南遺跡・道合東遺跡・道合中遺跡・荒木山遺跡などが分布（共に旧地名：大字久喜本字道合）している。

## 発掘調査略歴
- 第1次発掘調査 - 1986年（昭和61年）7月28日 - 9月6日
- 第2次発掘調査 - 1993年（平成5年）1月18日 - 4月12日

## 参考資料
- 『久喜市埋蔵文化財調査報告書　道合遺跡』　久喜市教育委員会 発行　平成元年3月30日 発行
- 『久喜市遺跡調査会報告書　道合遺跡　（第2次）』　埼玉県久喜市遺跡調査会 発行　平成19年3月30日 発行
- 『久喜市史調査報告書　第7集　久喜市の遺跡』　久喜市史編さん室 編集　久喜市 発行　昭和62年2月20日 発行
- 『久喜市史　通史編　上巻』　久喜市史編さん室 編集　埼玉県久喜市 発行　平成4年1月20日 発行